# Dresser (Indiana)
Dresser es un lugar designado por el censo ubicado en el condado de Vigo en el estado estadounidense de Indiana. En el Censo de 2010 tenía una población de 104 habitantes y una densidad poblacional de 265,92 personas por km².

## Geografía
Dresser se encuentra ubicado en las coordenadas 39°27′48″N 87°25′26″O / 39.46333, -87.42389. Según la Oficina del Censo de los Estados Unidos, Dresser tiene una superficie total de 0.39 km², de la cual 0.39 km² corresponden a tierra firme y (0%) 0 km² es agua.

## Demografía
Según el censo de 2010, había 104 personas residiendo en Dresser. La densidad de población era de 265,92 hab./km². De los 104 habitantes, Dresser estaba compuesto por el 100% blancos, el 0% eran afroamericanos, el 0% eran amerindios, el 0% eran asiáticos, el 0% eran isleños del Pacífico, el 0% eran de otras razas y el 0% pertenecían a dos o más razas. Del total de la población el 3.85% eran hispanos o latinos de cualquier raza.